# Echinocereus enneacanthus
Echinocereus enneacanthus là một loài thực vật có hoa trong họ Cactaceae. Loài này được Engelm. mô tả khoa học đầu tiên năm 1848.

## Hình ảnh

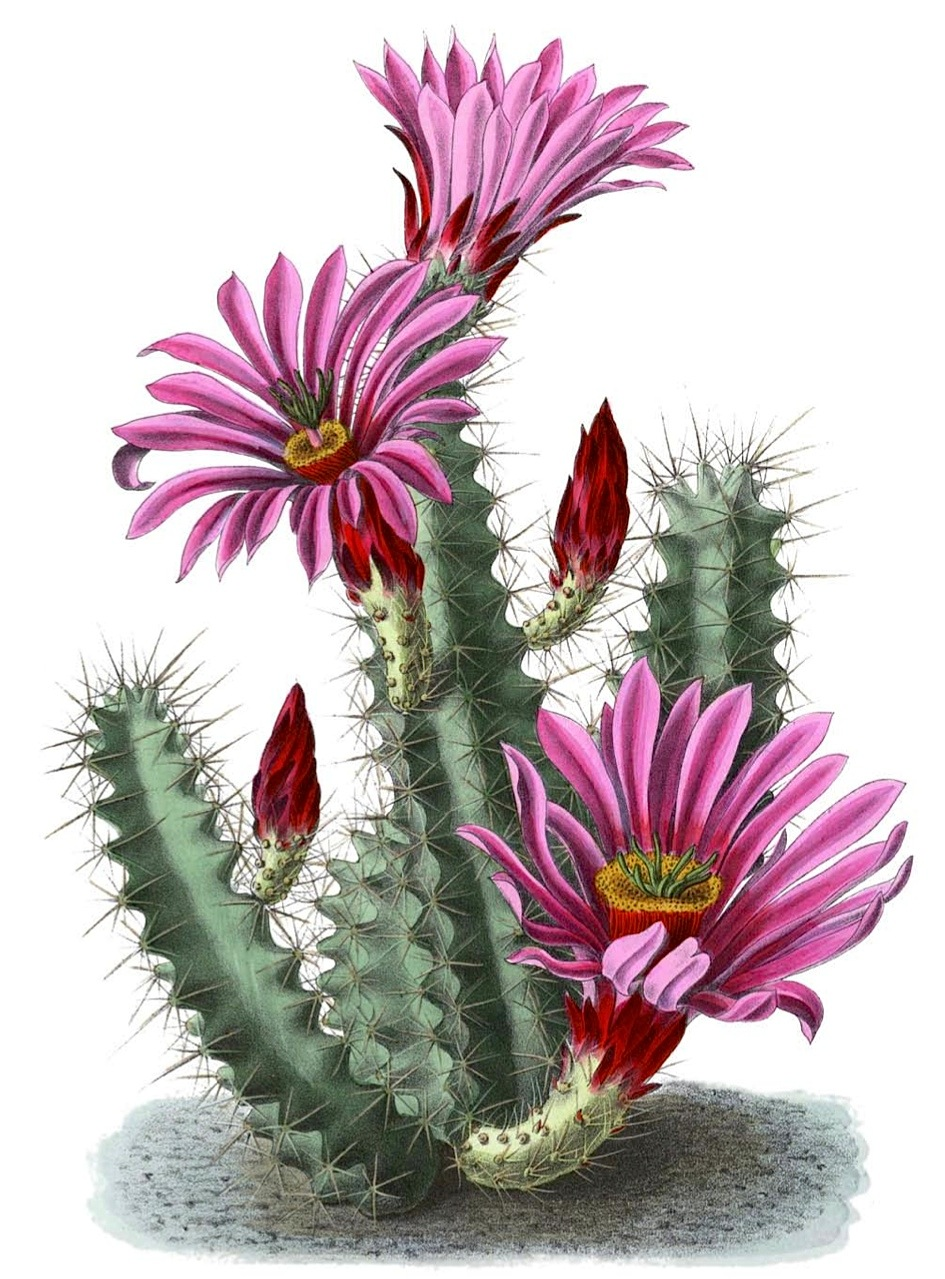
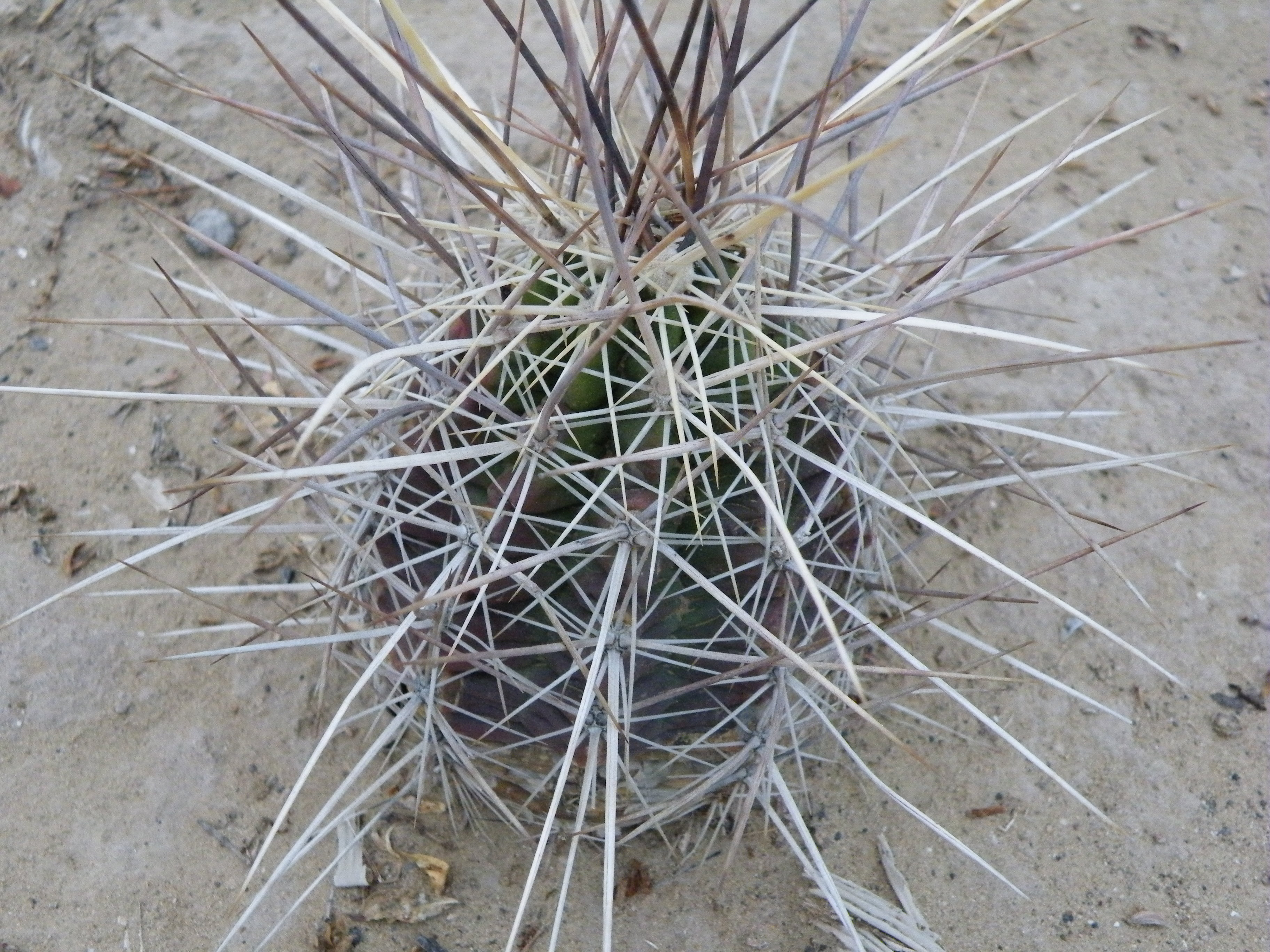
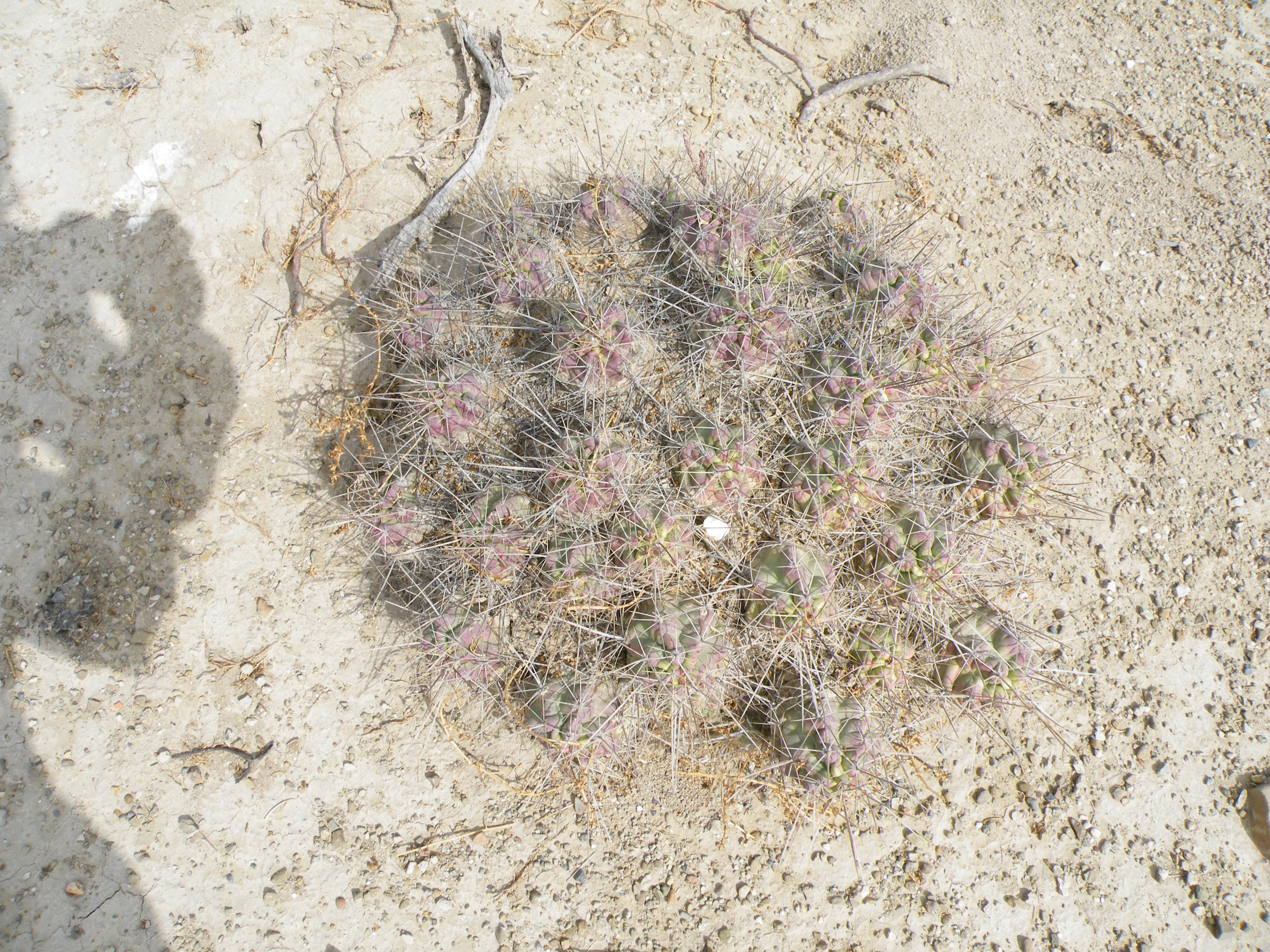
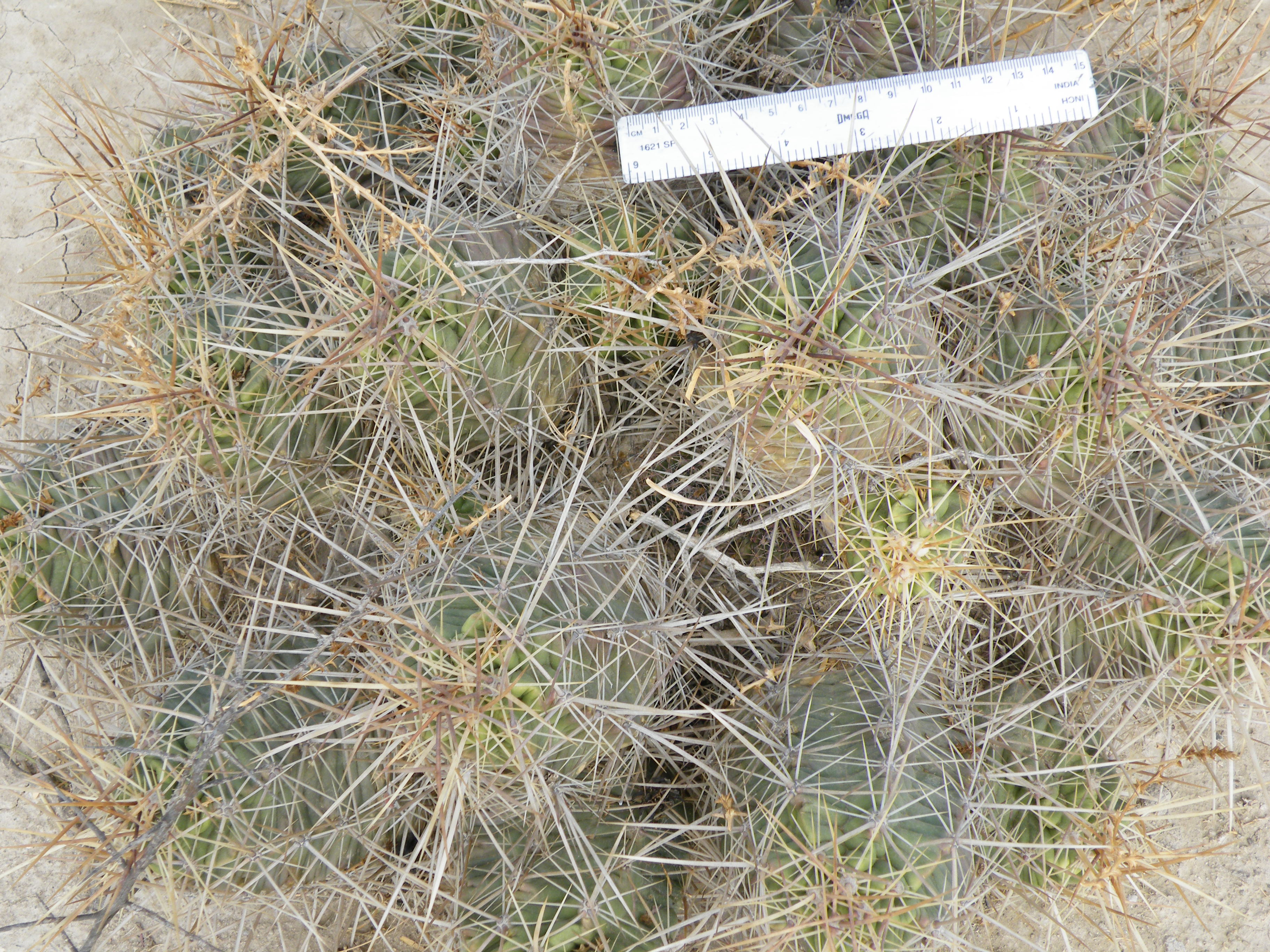